# Ptilomyia
Ptilomyia is een vliegengeslacht uit de familie van de oevervliegen (Ephydridae).

## Soorten
- P. alkalinella (Cresson, 1942)
- P. angustigenis (Becker, 1926)
- P. enigma Coquillett, 1900
- P. lobiochaeta Sturtevant and Wheeler, 1954
- P. mabelae (Cresson, 1926)
- P. madeirensis Stuke, 2011
- P. occidentalis Sturtevant and Wheeler, 1954
- P. orsovana (Enderlein, 1922)
- P. parva (Williston, 1896)
- P. pleuriseta (Cresson, 1942)